# Lasiomma flavipenne
Lasiomma flavipenne är en tvåvingeart som först beskrevs av Walker 1849.  Lasiomma flavipenne ingår i släktet Lasiomma och familjen blomsterflugor. Inga underarter finns listade i Catalogue of Life.